# Ona Batlle
Ona Batlle Pascual (Vilassar de Mar, 10 de junho de 1999) é uma jogadora de futebol espanhola, que joga principalmente como lateral direita, podendo também atuar na esquerda, é uma jogadora extremamente versátil.
Em 2023 foi campeã da Copa do Mundo Feminina com a seleção espanhola, e atualmente defende o Barcelona, após passar 3 temporadas no Manchester United.
No ano de 2024 foi campeã da primeira edição da UEFA Women's Nations League com a Espanha e conquistou a Liga dos Campeões Feminina da UEFA, a Copa de la Reina de Fútbol, a Supercopa de España Feminina e a Liga F com o Barcelona. 

## Biografia

### Vida pessoal
Batlle nasceu em 10 de junho de 1999, no município de Vilassar de Mar, na cidade espanhola de Barcelona, como Ona Batlle Pascual.
Quando criança, jogava futebol com seu irmão no quintal de casa. Aos 6 anos de idade, passou a jogar futebol no Unió Esportiva Vilassar, e aos 14 anos, durante um torneio de futebol, um olheiro do FC Barcelona a convidou para fazer testes com o clube. Batlle conseguiu entrar para La Masia.

### Carreira
Em 2014, Batlle entrou para o FC Barcelona B, jogando na linha defensiva do clube. Suas habilidades foram reconhecidas, e passou a fazer parte da Seleção Espanhola de Futebol Feminino Juvenil, sendo campeã no Campeonato Europeu Feminino Sub-17 de 2015 e no Campeonato Europeu Feminino Sub-19 de 2017.
Quando o Madrid CFF entrou para a Primeira Divisão, em 2017, contratou Batlle, que atuou como jogadora titular em 26 das 30 partidas do clube no campeonato nacional. Ainda na mesma temporada, em 2018, se contundiu na primeira partida do Copa do Mundo Feminina Sub-20, atuando pela Seleção Espanhola de Futebol Feminino Juvenil.
Entre 2018 e 2020, o Levante assinou com Batlle, onde participou do campeonato da Primeira Divisão e da Copa de la Reina.
O Manchester United assinou com Batlle em 2020, que atuou em 23 das 27 partidas do clube na primeira temporada, e foi nomeada Jogadora Feminina do Ano no final da campanha.
Em 2023, assinou com o FC Barcelona, e atuou como jogadora titular para a Seleção Espanhola de Futebol Feminino, vencendo a Copa do Mundo Feminina de 2023, participando de 42 partidas e marcando 1 gol.

## Títulos
Manchester United
- Vice-campeã da FA Cup feminina 2022-23

Barcelona
- Liga dos Campeões Feminina 2024.
- Supercopa da Espanha feminina 2024.
- Liga F 2024.
- Copa de la Reina 2024.
- Supercopa da Espanha feminina 2025.

### Seleção Espanhola de Futebol Feminino
- 2015 - Campeonato Europeu Feminino Sub-17.[1][3]
- 2017 - Campeonato Europeu Feminino Sub-19.[1][3]
- 2023 - Copa do Mundo Feminina.[4]
- 2024 - UEFA Women's Nations League.
- 2024 - Quarto lugar nos Jogos Olímpicos de Paris.

### Prêmios individuais
- Jogadora feminina do Manchester United da temporada 2020-21.
- Equipe do Ano da PFA WSL: 2021-22, 2022-23
- Seleção do Ano da FIFA: 2024[6]